# Список умерших в 575 году

## Дата смерти неизвестна или требует уточнения
- Амина бинт Вахб, мать пророка Мухаммеда, жена Абдуллаха ибн Абд аль-Мутталиба.
- Ахудеммех, митрополит Тикритский Сиро-яковитской православной церкви (?—575).
- Аэд мак Эхах, король Коннахта (557—575).
- Аэций из Амиды, византийский врач.
- Макарий II, Патриарх Иерусалимский и всей Палестины.
- Павел Силенциарий, византийский эпиграммист и придворный в ранге силенциария.
- Сигиберт I, король франков (561—575) из династии Меровингов.
- Цербоний, христианский святой, епископ Популонский (Тоскана, Италия).